# 2010年2月臺灣
| << | 2010年2月 （民國99年） | >> |    |    |    |    |
| \| 日 \| 一 \| 二 \| 三 \| 四 \| 五 \| 六 \| \| \| 1 \| 2 \| 3 \| 4 \| 5 \| 6 \| \| 7 \| 8 \| 9 \| 10 \| 11 \| 12 \| 13 \| \| 14 \| 15 \| 16 \| 17 \| 18 \| 19 \| 20 \| \| 21 \| 22 \| 23 \| 24 \| 25 \| 26 \| 27 \| \| 28 \| \| \| \| \| \| \| \| \| \| \| \| \| \| \| |                        |    |    |    |    |    |
| 臺灣新聞動態／維基新聞 |                        |    |    |    |    |    |
| 世界／中国大陆／臺灣 |                        |    |    |    |    |    |
| 日 | 一                     | 二 | 三 | 四 | 五 | 六 |
| | 1                      | 2  | 3  | 4  | 5  | 6  |
| 7 | 8                      | 9  | 10 | 11 | 12 | 13 |
| 14 | 15                     | 16 | 17 | 18 | 19 | 20 |
| 21 | 22                     | 23 | 24 | 25 | 26 | 27 |
| 28 |                        |    |    |    |    |    |
| |                        |    |    |    |    |    |

## 2月2日
- 行政院消保會抽查牛肉乾發現，有約一成是以較便宜的豬肉乾所冒充，其中包括知名賣場。華視（页面存档备份，存于）、nownews（页面存档备份，存于）、自由時報

相關法條：
- 食品衛生管理法第11條假冒、第17條的標示不實
- 刑法255條第1項的「虛偽標記與販賣陳列」、339條第1項的「詐欺罪」

## 2月3日
- 太平洋崇光百貨（太平洋SOGO百貨）的控股公司「太平洋流通投資公司」，被經濟部商業司依據高檢署的函文以及公司法第9條所做的行政處分，撤銷6項公司變更登記，並將資本額登記由40億1千萬元回復為1千萬元，讓遠東集團的持股歸零。nownews（页面存档备份，存于）

太平洋SOGO百貨所有權爭奪的相關人：
- 太平洋建設總裁章民強
- 太平洋流通投資公司董事長李恆隆
- 遠東集團董事長徐旭東

## 2月4日
- 前國民黨立委李慶安涉嫌隱瞞美國公民身份，詐領擔任台北市議員與立委的14年期間的1億277萬元薪資，被台北地方法院以4個詐欺罪一審宣判，合併執行2年徒刑。委任律師莊秀銘表示將會上訴。 nownews

相關法條：
- 刑法「使公務人員登載不實罪」、「詐欺罪」、「偽造文書罪」
- 貪污治罪條例第五條第一項第二款「利用職務上機會詐取財物罪」

- 歷時11年，生產黑人牙膏的好來化工控告生產白人牙膏的嘉聯實業涉嫌侵權訴訟，中華民國最高行政法院認為消費者應該有能力自行分辨兩項產品的包裝，而且白人牙膏商標已經註冊20年，判決好來化工敗訴定讞。nownews（页面存档备份，存于）

## 2月5日
- 台北市重慶南路二段7巷，總統官邸中興寓所的四號門附近，萬華孫姓老榮民於17:40左右自焚，全身二度燒傷，被送往台大醫院急救。總統府表示與馬英九無關。nownews
- 台灣彩券，18:20發生系統當機，超過1小時。nownews（页面存档备份，存于）
- 2010年台北國際電玩展，於台北世貿中心展出至2月9日。（页面存档备份，存于）、nownews（页面存档备份，存于）
- 特偵組偵辦二次金改案，發現台新金控轉投資彰化銀行疑涉不法。股市收盤之後，指揮調查局，搜索台新金控，同時約談董事長吳東亮。nownews（页面存档备份，存于）
- 受到歐洲四國（葡萄牙、義大利、希臘及西班牙）的債務問題波及全球股市，台股大跌324.21點，跌幅為4.3%，收在7217.83點，單日跌幅創25個月來最大。nownews（页面存档备份，存于）
- 國營事業台糖公司，從1985年到2003年間共開了134家蜜鄰便利商店，累計虧損達新台幣7億3千多萬元。遭監察院糾正。自立晚報（页面存档备份，存于）
- 高等法院於22:00召開陳水扁延押庭，陳水扁以親情訴求。檢方則以羈押理由未消滅，主張仍應延押，最後審判長告知會以書面告知是否延押。nownews（页面存档备份，存于）

## 2月6日
- 連鎖咖啡店85度C，去年12月中推出的集點加價購海綿寶寶餐具組中的筷子，含鉛量超標7倍。台視（页面存档备份，存于）
- 台灣治安史上最高現金搶案（2009年11月23日台南市黃金盤商遭搶7736萬現鈔），經專案小組追查76天之後，台南市警察局召開記者會宣佈偵破。nownews（页面存档备份，存于）

## 2月8日
- 中油和台塑遭媒體踢爆超收代徵的空污費（2009年內，合計超收新台幣13.7億的空污費），２月8日中油才剛將汽、柴油每公升調漲0.3元，被迫宣布將自2月9日凌晨起，將汽柴油每公升各調降0.1元。監察院說要介入調查。nownews（页面存档备份，存于）、台視（页面存档备份，存于）
- 陳水扁於2月5日的高院延押庭結果出爐，以「不延押陳水扁，審判難以進行」為由，裁定再延押二個月，到4月24日。nownews（页面存档备份，存于）

## 2月9日
- 1997年9月17日，一名台中縣梧棲國中一年級黃姓國中生失蹤，一年後被發現一具白骨被棄屍在產業道路草叢。宣告破案，當年為同校學長勒索學弟不成，殺人棄屍。台視（页面存档备份，存于）、nownews（页面存档备份，存于）
- 發生在2010年2月3日，台北101地下停車場的BMW轎車劫車案，宣告破案。nownews

## 2月10日
- 監察院糾正案：法務部、台中監獄、台中地檢署對於性侵犯假釋條件過於寬鬆、電子腳鐐監控毫無作用、犯人犯案後不立即撤銷假釋（因此造成更多受害者），無視婦女人身安全。中國時報[永久]
- 由於中國施壓，印尼政府於今年一月起下令封殺台灣建造漁船，導致台灣船廠訂單大減。業者並估計每年因而損失外匯超過億元。自由時報、nownews（页面存档备份，存于）
- 中信金控辜仲諒，因紅火案，以有逃亡前例，被限制出境。nownews
- 對於民營的台塑石化與國營的中國石油，涉嫌超收代徵的空污費，目前2家公司都否認污錢，甚至出現異議「改善油品的品質後，有權自行使用超收的空污費」。但2家公司都宣告油品即日起再降價，試圖平息民怨。環保署：「空污費是針對空氣污染防制而收的費用，油公司若將設備投資改善費用也列入，是不對的；環保署要求分開列帳。」台灣醒報、華視（页面存档备份，存于）、台視（页面存档备份，存于）

相關法條：
- 空污法（页面存档备份，存于）（空氣污染防制費的徵收法源）
- 空氣污染防制基金收支保管及運用辦法 （页面存档备份，存于）（有空氣污染防制基金在管理空污費的應用，絕非兩家油品公司所稱稱可以自行挪用於改善設備）
- 空氣污染防制費收費辦法（空污費的徵收有法定標準）

## 2月11日
- 於2009年4月6日，遭索馬利亞海盜挾持的台灣籍遠洋延繩釣漁船「穩發161號」獲釋，船上有30人。法新社報導，3人死亡，死者為1名大陸籍、2名印尼籍，但船東表示沒有這回事。nownews（页面存档备份，存于）、中廣
- 前新聞局長謝志偉，於在2007年5月到2008年5月，擔任新聞局長期間，涉嫌違法動支行政院第二預備金，以及涉嫌指揮當時的其他部會挪用預算到新聞局，違反預算法，監察院以10票對2票通過彈劾。nownews（页面存档备份，存于）

相關法規：
- 預算法（页面存档备份，存于）

## 2月12日
- 小年夜

## 2月13日
- 除夕

## 2月27日
- 桃園縣第三選區、新竹縣、嘉義縣第二選區、花蓮縣立委補選舉行投開票，結果民進黨贏得三席，國民黨贏得一席。

## 2月28日
- 2010年臺灣燈會的煙火秀發生意外事故，多枚煙火直接射向人群中，造成多人灼傷。

NOWnews - 自由時報